# Verwantenselectie
Verwantenselectie of verwantschapsselectie (Engels: kin selection) is een evolutionaire strategie die verklaart waarom een organisme het voortplantingssucces van familieleden bevordert, ook wanneer dat ten koste gaat van de eigen reproductie en zelfs overleving. Het overerven van onzelfzuchtig en altruïstisch gedrag wordt gekaderd binnen de inclusieve selectiewaarde (inclusive fitness), waarbij de genetische informatie van het organisme wordt doorgegeven via de omweg van familieleden. Het adaptieve succes wordt immers niet alleen bepaald door het aantal geproduceerde nakomelingen, maar ook door het aantal equivalenten dat een individu kan bekomen door verwante niet-nakomelingen te helpen, zoals broers en zussen. 
Charles Darwin besprak het concept van verwantenselectie in zijn boek Het ontstaan der soorten (1859), waarin hij reflecteerde over steriele sociale insecten zoals honingbijen, die reproductie overlaten aan hun moeder. Darwin meende dat een selectievoordeel ten gunste van verwante organismen de evolutie zou toelaten van eigenschappen die het voordeel doorgeven maar tegelijk het individu vernietigen. De wiskundige uitwerking van verwantenselectie gebeurde door Ronald Fisher in 1930 en John Haldane in 1932. Haldane bracht de geest van de theorie mooi over met de grap dat hij zijn leven zou geven voor twee broers of acht neven. George R. Price boekte een belangrijke vooruitgang in de wiskundige beschrijving van het fenomeen. In 1964 populariseerde William Hamilton diens concept, dat sindsdien bekend staat als de Regel van Hamilton. In hetzelfde jaar gebruikte John Maynard Smith voor het eerst de term kin selection. 
Volgens de Regel van Hamilton zorgt verwantenselectie ervoor dat genen in frequentie toenemen wanneer de genetische verwantschap van een ontvanger met een actor (r) vermenigvuldigd met het voordeel voor de ontvanger (B) groter is dan de reproductiekosten voor de actor (C): {\displaystyle rB>C}. Hamilton zag twee mechanismen die aan de basis liggen van verwantenselectie. Het eerste is verwantenherkenning, wat individuen in staat stelt hun familieleden te identificeren. Het tweede mechanisme is werkzaam in viskeuze populaties, waarin organismen langzaam wegbewegen van hun geboorteplaats waardoor lokale interacties doorgaans plaatsvinden met familieleden. Het viskeuze populatiemechanisme maakt verwantenselectie mogelijk waar verwanten niet als zodanig worden herkend. Het volstaat in dergelijke gevallen dat individuen die samen opgroeien elkaar als verwanten behandelen (nurture kinship), om verwantenselectie teweeg te brengen. Merk op dat verwantenselectie niet hetzelfde is als groepsselectie, waarbij wordt aangenomen dat natuurlijke selectie op de groep als geheel werkt. 
Bij mensen is altruïsme zowel waarschijnlijker als grootschaliger ten aanzien van verwanten dan van niet-verwanten. Mensen geven bijvoorbeeld geschenken op basis van hoe nauw ze verwant zijn aan de ontvanger. Ook bij planten en bacteriën is verwantenselectie aan het werk. 